# Елизавета Боснийская
Елизавета Боснийская, Елизавета Котроманич (венг. Kotromanić Erzsébet, пол. Elżbieta Bośniaczka; около 1339, неизвестно — январь 1387, Новиградский замок, Задарская жупания) — вторая жена короля Венгрии и Польши Людовика I Великого. После смерти супруга была регентом при своей несовершеннолетней дочери Марии, ставшей венгерской королевой. Младшая дочь Елизаветы Боснийской, Ядвига, стала королевой Польши, была канонизирована Католической церковью.

## Детство
Елизавета была дочерью бана Боснии Степана (II) из дома Котроманичей. Её мать, Елизавета Куявская, была внучкой иновроцлавского князя Земомысла.
Стефан II отверг предложение сербского короля Стефана IV Душана о браке Елизаветы с его сыном, так как не хотел уступать королю Сербии земель, которые тот хотел в качестве приданого. Елизавета Польская, мать короля Венгрии Людовика I, содействовала тому, чтобы Елизавета переехала в Буду. После трёх лет жизни при венгерском дворе королева-мать организовала брак короля Людовика и Елизаветы, хотя последней было только 13 лет. Первая жена короля Венгрии, Маргарита Люксембургская, умерла, не оставив Людовику детей.

## Замужество
Свадьба состоялась в Буде 20 июня 1353 года. Свадьбе могло помешать то обстоятельство, что Людовик и Елизавета состояли в четвёртой степени родства через князей Куявии, а брак родственников такой степени Церковью в обычных обстоятельствах запрещался. Проблема была решена после того, как папа Иннокентий VI дал диспенсацию и подтвердил законность этого брака.
Елизавета никогда не была коронована как королева Венгрии и не имела совершенно никакой власти при дворе, находясь под полным контролем своей свекрови. В 1370 году Людовик стал также и королём Польши. Елизавета не была коронована и как польская королева, став таким образом одной из пяти польских королев, не проходивших эту церемонию.
Людовик и Елизавета не имели детей в первые семнадцать лет брака. Елизавету считали бесплодной, а учитывая тот факт, что от первой жены у Людовика также не было наследников, это обстоятельство, казалось, гарантировало династический кризис. Однако ситуация резко изменилась, и за четыре следующих года королева родила трёх дочерей — Екатерину (1370 год), Марию (1371 год) и Ядвигу (1373 год). Старшая дочь умерла в возрасте 8 лет, после чего Мария стала рассматриваться как наследница обоих престолов — венгерского и польского. Известно, что Елизавета написала книгу по воспитанию своих дочерей.

## Регентство

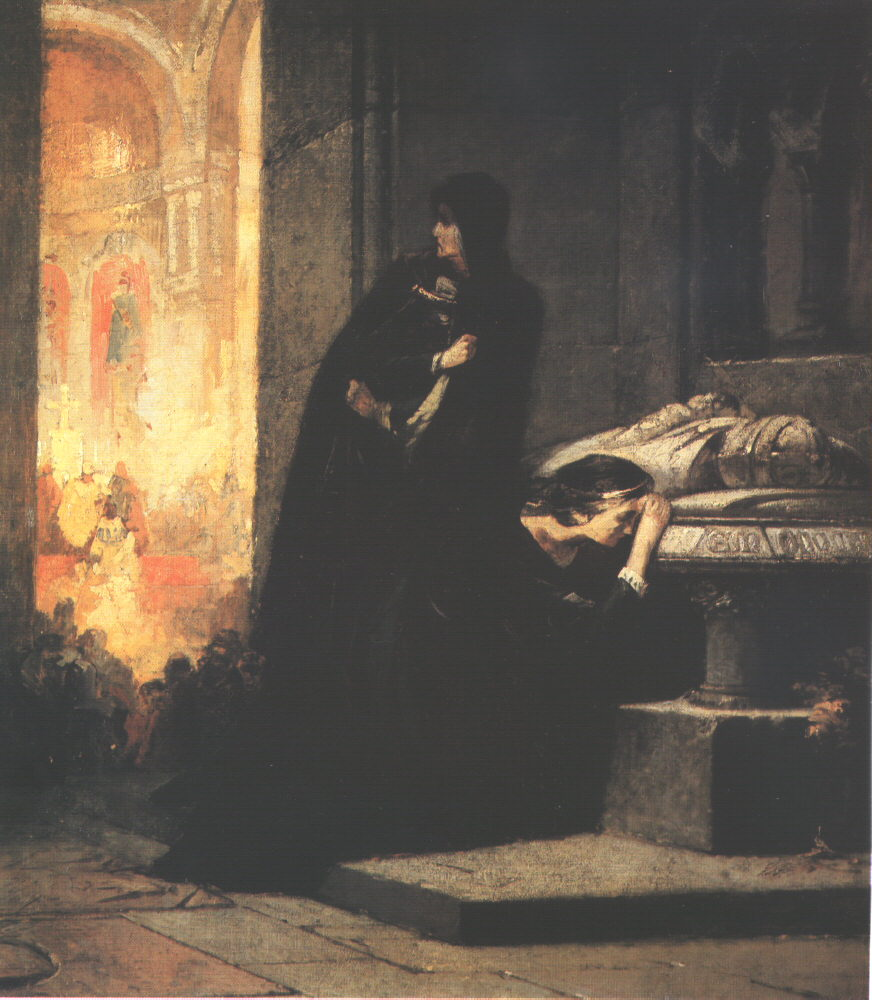
Елизавета и Мария у могилы Людовика Великого

В 1382 году Людовик скончался, 10-летняя Мария стала королевой Венгрии, а Елизавета выполняла роль регента и фактического правителя страны. Большую власть при дворе Елизаветы приобрёл палатин Миклош Гараи. В Польше, однако, ситуация пошла по другому сценарию. Шляхта на съездах выступила против вступления Марии на польский престол, потребовала признать наследницей польского престола ту венгерскую принцессу, которая будет жить постоянно в Польше, и составила для защиты этого постановления конфедерацию. За этим началась борьба политических партий, доходившая до открытой междоусобицы. Елизавета предложила в качестве кандидатуры на польский трон свою младшую дочь Ядвигу, что позволило бы выполнить условие о постоянном проживании в Польше. После двух лет переговоров 15 ноября 1384 года Ядвига была коронована в Кракове. Впоследствии она вышла замуж за великого князя Литовского Ягайло, была подписана Кревская уния о династическом союзе между Великим княжеством Литовским и Польшей, причём Елизавета была одной из сторон, участвовавших в переговорах. Личная уния между Венгрией и Польшей была таким образом окончательно разорвана.

## Борьба за престол
Мария была помолвлена с Сигизмундом Люксембургским. Представители могущественных венгерских и хорватских дворянских родов, однако, были настроены против него и поддерживали кандидатуру на венгерский престол Карла III, короля Неаполя, последнего представителя Анжуйской династии по мужской линии. И Сигизмунд и Карл угрожали прийти в Венгрию с войском, первый собирался реализовать помолвку, жениться на Марии и править вместе с ней; второй не признавал законности её коронации и собирался сместить её с венгерского трона.

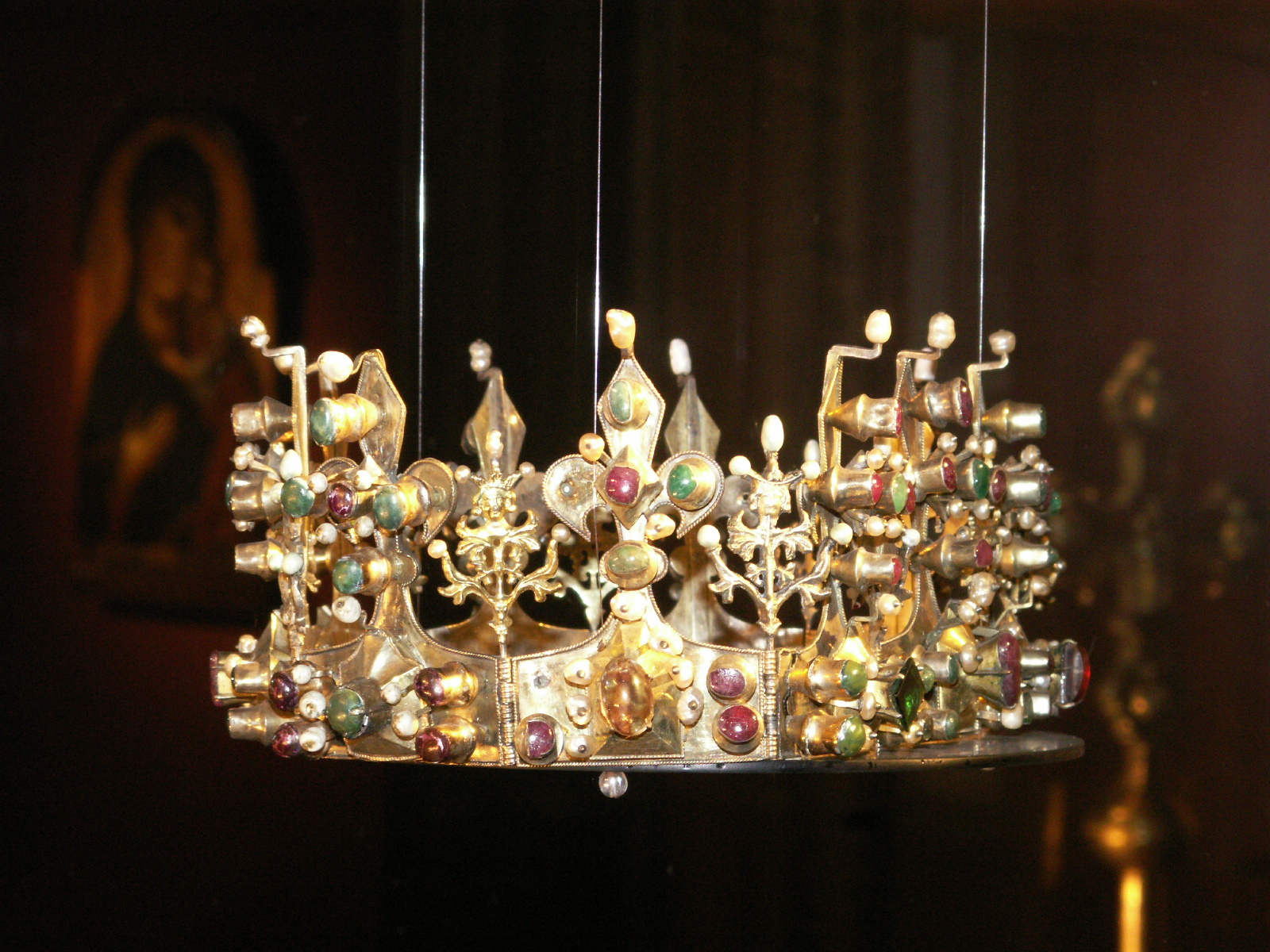
Корона Елизаветы Боснийской

Поскольку в обоих случаях Елизавета теряла реальную власть, она начала переговоры с королём Франции Карлом V, предлагая руку Марии его сыну Людовику Орлеанскому. Ситуация осложнялось тем обстоятельством, что для разрыва помолвки с Сигизмундом было необходимо папское разрешение, а Венгрия и Франция признавали разных пап в условиях продолжавшейся Великой западной схизмы. Признаваемый Францией Климент VII дал разрешение на разрыв помолвки, после чего в апреле 1385 года состоялась условная свадьба по доверенности между Марией и Людовиком Орлеанским, проходившая в отсутствие жениха.
Ни Сигизмунд, ни большая часть венгерских дворян не признали этот брак. Четыре месяца спустя Сигизмунд вторгся в Венгрию с войском и несмотря на противодействие Елизаветы сам женился на Марии. После того, как Сигизмунд осенью 1385 года вернулся в Богемию, сторонники Карла III помогли ему на короткое время захватить власть в стране. Коронация Карла состоялась в декабре 1385 года, Елизавета и Мария были принуждены на ней присутствовать. Елизавета, однако, не смирилась со свержением с престола своей дочери, через несколько месяцев после коронации Карл был убит по её приказу.

## Плен и смерть

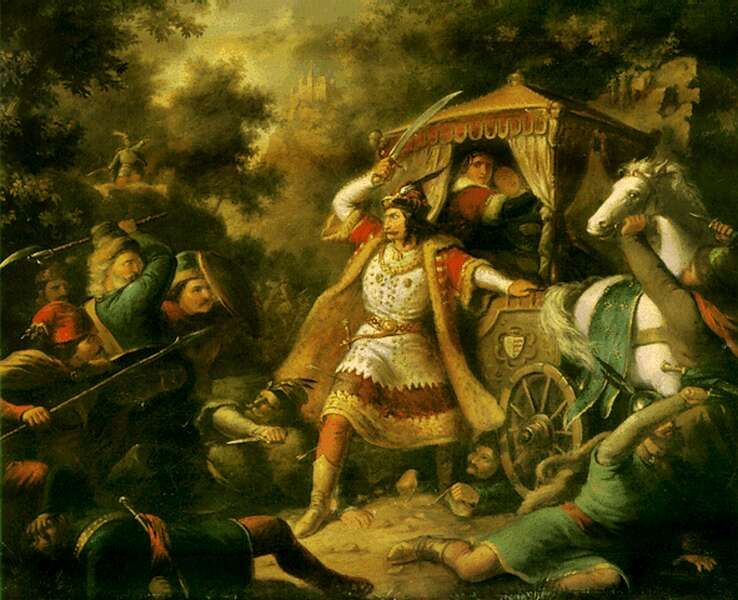
Миклош Гараи защищает Елизавету и Марию от хорватов

После убийства Карла началось восстание против Елизаветы, центром которого была Хорватия, связанная с Венгрией личной унией. Хорваты провозгласили законным королём Владислава, сына Карла III, который впоследствии ещё много лет безуспешно боролся за венгерский трон. Пытаясь успокоить ситуацию, Елизавета и Мария в сопровождении палатина Миклоша Гараи и вооружённой охраны направились в Хорватию. По дороге королевская карета попала в засаду, охрана была перебита, Миклош Гараи убит, а Елизавета с Марией взяты в плен.

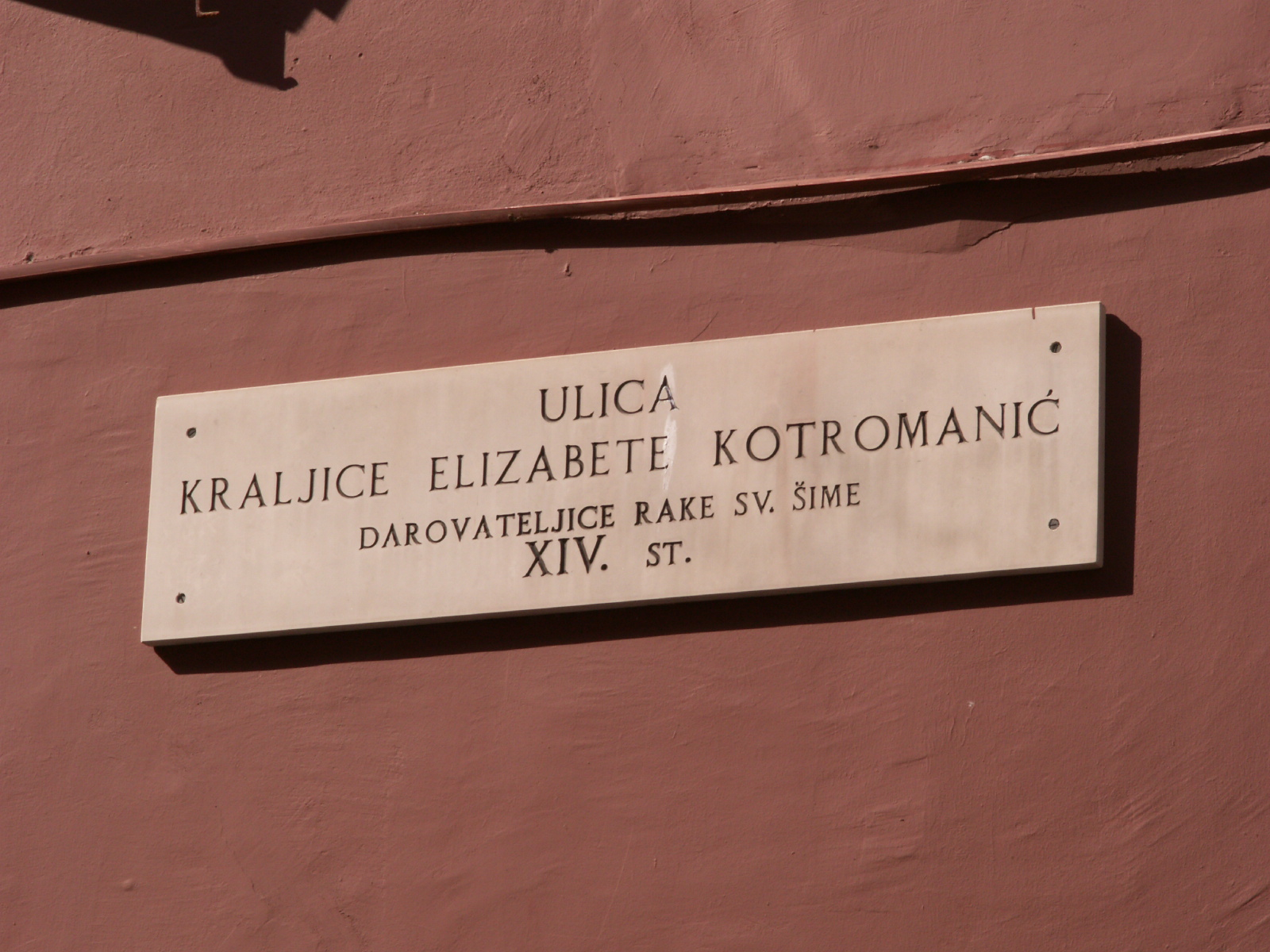
Улица Елизаветы Котроманич в Задаре

Пленённые королевы были заключены в Новиградский замок неподалёку от Задара. Елизавета пыталась тайно связаться с Венецией, прося о помощи, но её письма были перехвачены тюремщиками. Вдова Карла Маргарита Дураццо, которая была против планов мужа стать венгерским королём, настаивала на отмщении. 16 января 1387 года Елизавета была задушена в темнице на глазах у дочери. Мария была вызволена из плена войсками своего мужа Сигизмунда и правила Венгрией совместно с ним вплоть до 1395 года, когда умерла при родах. Борьба Сигизмунда против короля Неаполя Владислава и поддерживавших его хорватов продолжалась вплоть до 1409 года, когда Владислав продал Далмацию Венецианской республике и отказался от дальнейшей борьбы, сосредоточившись на итальянских делах.
Елизавета Боснийская была сначала похоронена в Задаре, в церкви Святого Хрисогона, впоследствии её тело было перевезено в Секешфехервар, в усыпальницу венгерских королей. После неё ни одна женщина не правила Венгрией вплоть до Марии Терезии. В 1381 году Елизавета Боснийская выделила средства на создание раки святого Симеона Столпника, мощи которого хранятся в церкви Святого Симеона в Задаре. Рака считается одним из шедевров хорватского ювелирного искусства. Одна из улиц Задара названа в её честь «Улицей Елизаветы Котроманич».